# Subdivisões do Botswana
O Botswana divide-se em dez distritos rurais e sete distritos urbanos. São eles, respectivamente:

Distritos rurais do Botsuana.

1. Central
2. Ghanzi
3. Kgalagadi
4. Kgatleng
5. Kweneng
6. Nordeste
7. Noroeste
8. Sudeste
9. Sul
10. Chobe
11. Gaborone
12. Francistown
13. Lobatse
14. Selebi-Phikwe
15. Jwaneng
16. Orapa
17. Sowa